# 9,10-Diphenylanthracen

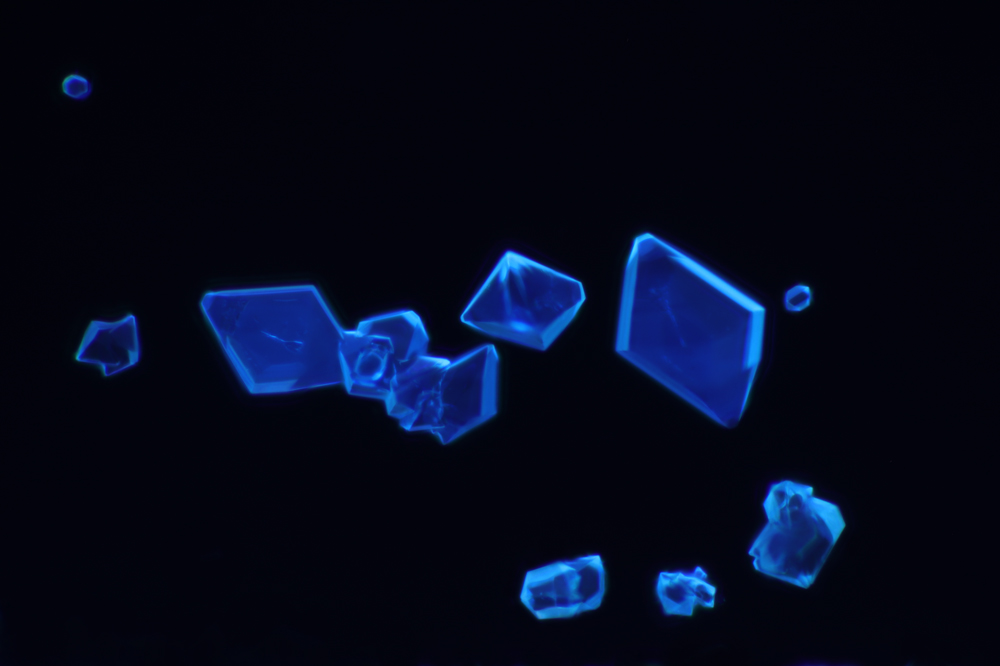
9,10-Diphenylanthracen aus Xylol, monoklin, mikroskopische Aufnahme, beleuchtet mit Schwarzlicht

9,10-Diphenylanthracen, auch als DPA bezeichnet, ist ein leicht gelbfarbiger polycyclischer aromatischer Kohlenwasserstoff, welcher in Leuchtstäben als Leuchtstoff eingesetzt wird. Zufolge der Chemolumineszenz emittiert er in diesem Fall blaues Licht.
Außerdem ist er ein organischer Halbleiter und dient als Ausgangsmaterial für die Herstellung von blauen organischen Leuchtdioden.
Der daraus gebildete chlorierte Kohlenwasserstoff, 2-Chlor-9,10-diphenylanthracen, dient ebenfalls als Leuchtstoff in blaugrünen Leuchtstäben.